# Bicolorana burri
Bicolorana burri är en insektsart som först beskrevs av Boris Petrovich Uvarov 1921.  Bicolorana burri ingår i släktet Bicolorana och familjen vårtbitare. Inga underarter finns listade i Catalogue of Life.